# كلايف فريمان
كلايف فريمان (بالإنجليزية: Clive Freeman)‏ (12 سبتمبر 1962 - 3 سبتمبر 2024) هو لاعب كرة قدم بريطاني في مركز الظهير. لعب مع سوانزي سيتي ونادي دونكاستر روفرز ونادي ألترينتشام.